# Novembers Doom
Novembers Doom — американская дэт/дум-метал-группа .
Novembers Doom являются одной из самых ранних американских дум/дэт-групп, активных по сей день (наряду с Evoken, Cianide, Rigor Sardonicous и др.).

## История

### Основание и ранняя история
Группа Novembers Doom была основана в 1989 году как трэш-метал коллектив Laceration. Вскоре в 1992 году музыканты решили сменить свой стиль на дэт/дум-метал и в соответствие к звучанию сменили название на Novembers Doom. Ранняя сделка с лейблом звукозаписи Regress Records из Италии, на котором группа издала двухдисковое демо Her Tears Drop, позволила лейблу Avantgarde Records услышать группу. Это было тяжелое демо и комбинировалось с атмосферой тьмы и отчаяния.
В 1995 году этим лейблом был выпущен дебютный альбом группы Amid Its Hallowed Mirth. Постоянно развиваясь, группа дополнила своё звучание женским бэк-вокалом.
В 1997 году Novembers Doom издали EP For Every Leaf That Falls, в который вошли три трека. Альбом был хорошо воспринят, в том числе благодаря благоприятным обзорам прессы. Novembers Doom с того времени издали Of Sculptured Ivy and Stone Flowers, на Martyr Music Group. Альбом был хорошо принят многочисленными рецензорами.
В мае 2000 года, Novembers Doom посетили звукозаписывающую студию снова, чтобы записать третий альбом The Knowing. Альбом был продолжением предыдущих материалов, развивая и расширяя старый стиль группы.
В июле 2000 года, Novembers Doom стали официальными членами Dark Symphonies. Почувствовав потенциал группы Dark Symphonies заключили сделку с Martyr Music Group на издание альбома The Knowing.

### To Welcome the Fade
В октябре 2002 года, Novembers Doom вновь вошли в студию чтобы записать их четвёртый полноформатный альбом, названный To Welcome the Fade, в этот раз вместе с победителем грэмми, продюсером Neil Kernon. Этот альбом был выбран Лучшим метал альбомом в 2002 году в журнале Metal Maniacs одним из его главных редакторов; Novembers Doom были также изображены на обложке в январском номере 2003 года.

### The End Records
В 2004 группа провела успешный тур по северной Америке с коллективом The Gathering. Летом этого же года они подписали контракт с The End Records. В 2004 группа издает компиляцию Reflecting In Grey Dusk.
В марте 2005 был выпущен пятый альбом The Pale Haunt Departure и группа отправилась в тур. На этом альбоме они закончили своё выступление с стиле дэт/дум-метал и сменили своё направление на дэт-метал с небольшими вкраплением готик-метала. Большая часть их фирменного звука исчезла после ухода игравшего долгое время в группе гитариста Eric Burnley.
В 2006 году группа начала запись своего шестого полноформатного альбома The Novella Reservoir. Группа продолжила развиваться в направлении дэт-метала и этот диск оказался самым агрессивным в их дискографии.

## Дискография

### Студийные альбомы
- 1995 — Amid It's Hallowed Mirth
- 1999 — Of Sculptured Ivy and Stone Flowers
- 2000 — The Knowing
- 2002 — To Welcome the Fade
- 2005 — The Pale Haunt Departure
- 2007 — The Novella Reservoir
- 2009 — Into Night's Requiem Infernal
- 2011 — Aphotic
- 2014 — Bled White
- 2017 — Hamartia
- 2019 — Nephilim Grove

### Другие релизы
- 1995 — Her Tears Drop — демо
- 1997 — For Every Leaf That Falls — EP
- 2004 — Reflecting In Grey Dusk — Компиляция/Промо

## Состав

### Нынешний состав
- Пол Кюр III — вокал (1989-)
- Вито Маркезе — гитара (2003-)
- Лоуренс Робертс — гитара, вокал (2000-)
- Крис Дюричич — бас-гитара (2006-)
- Саша Хорн — ударные (1999, 2008-)

### Бывшие участники

#### Вокал
- Cathy Jo Hejna (1995—1997)
- Nora O’Conner (on «To Welcome the Fade»)

#### Гитара
- David Sweeny (also Bass)
- Steve Nicholson (1995, also Bass)
- Eric Kikke (1999)
- Eric Wayne Burnley (1999—2003)

#### Бас-гитара
- Mary M. Bielich (1997—2002)
- Ron Holzner
- Brian Gordon (Session 2002)
- Mike LeGros (2003—2004)
- Brian Whitehead (2005)

#### Ударные
- Joe Hernandez (1995)
- Abbas Jaffary (1997)
- Jim Dobleski
- Joe Nunez (2000—2008)

#### Клавишные
- Ed Bethishou